# Wiltshire
Wiltshire (/ˈwɪɫtʃə, -ʃɪə/ abreviado Wilts) es uno de los cuarenta y siete condados de Inglaterra, Reino Unido, con capital en Trowbridge. Ubicado en la región Sudoeste limita al norte con Gloucestershire, al este con Oxfordshire y Berkshire, al sureste con Hampshire, al sur con Dorset y al oeste con Somerset.
Wiltshire está situado en una región de tierras altas con colinas (como las de Marlborough), ocupando un área de 3476 km².
Su economía se basa en la agricultura y ganadería. Tiene también industria de alfombras y textiles. En este condado se encuentran los famosos restos arqueológicos de Stonehenge, monumento neolítico, y los de Avebury.

## Historia

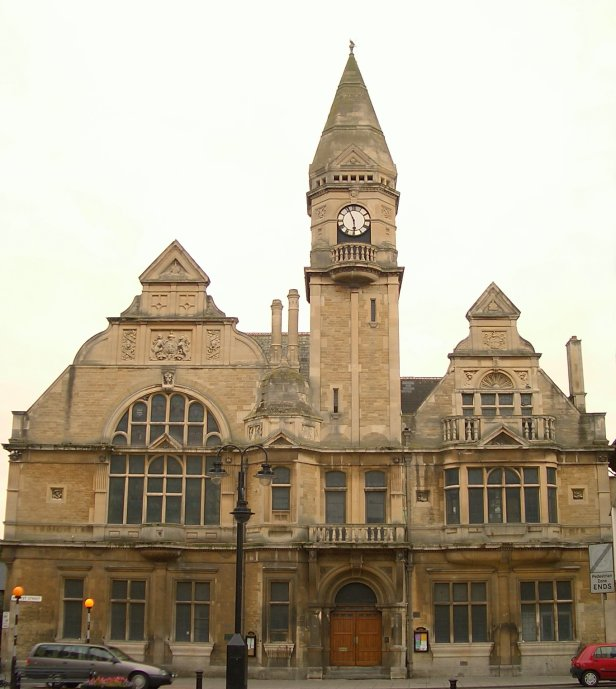
Ayuntamiento de Trowbridge, capital del condado

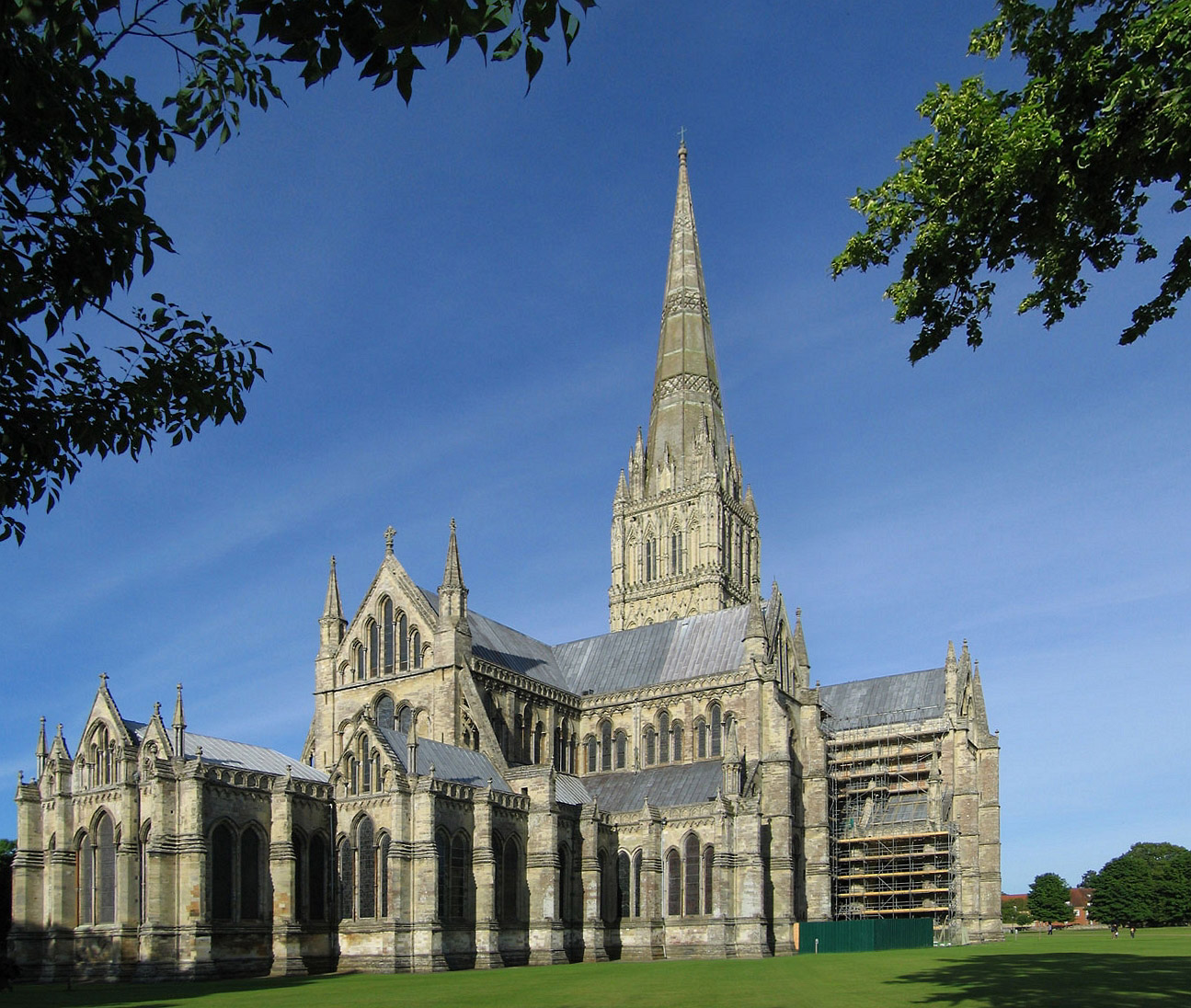
Catedral de Salisbury

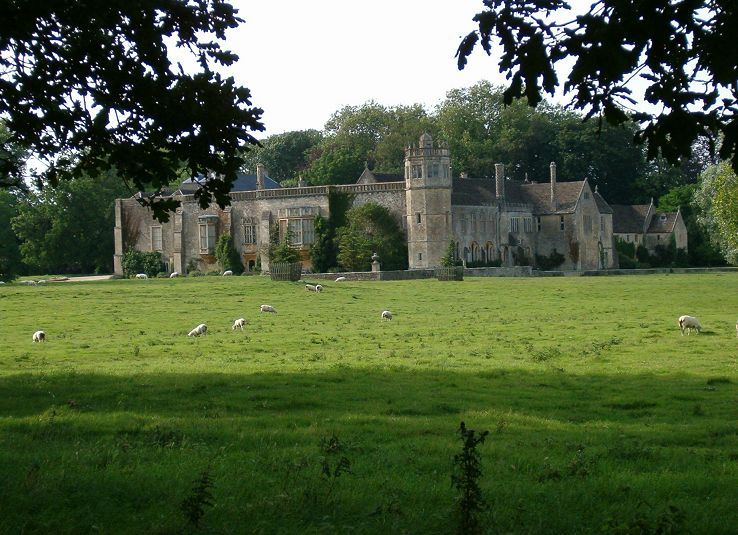
Abadía de Lacock

Wiltshire es conocido por los restos arqueológicos de la época prerromana. Las tribus celtas que ocuparon la región durante los periodos Mesolítico, Neolítico y la Edad de Bronce, construyeron colonias en las colinas. De este periodo son los monumentos de Stonehenge y Avebury, los más famosos de toda Inglaterra.
En los siglos VI y VII, Wiltshire estaba en el extremo occidental de la Britania sajona. En el año 878, los daneses (vikingos) invadieron el condado y, tras la conquista normanda, amplias zonas del condado pasaron a manos de la corona y de la Iglesia.

## Ciudades destacadas
- Calne
- Calstone Wellington
- Chippenham
- Devizes
- Marlborough
- Salisbury
- Swindon
- Trowbridge
- Warminster
- Westbury

## Monumentos y lugares de interés
- Restos neolíticos de Avebury y de Stonehenge, Patrimonio de la Humanidad.
- Catedral de Salisbury
- Abadía de Lacock (Lacock)
- Longleat House
- Castillo de Longford
- Wilton House

## Cultura popular
En la saga literaria de Harry Potter, Wiltshire es el lugar donde se ubica la Mansión Malfoy, residencia de la familia de Draco Malfoy.